# Orchis collina
Orchis collina Banks & Sol. ex Russell (1794), es una especie terrestre de la familia de las orquídeas.

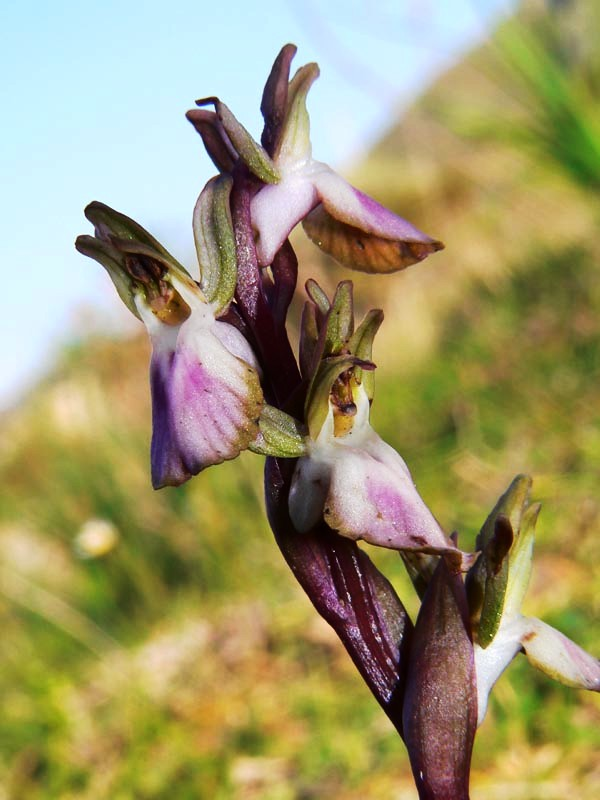
Flores

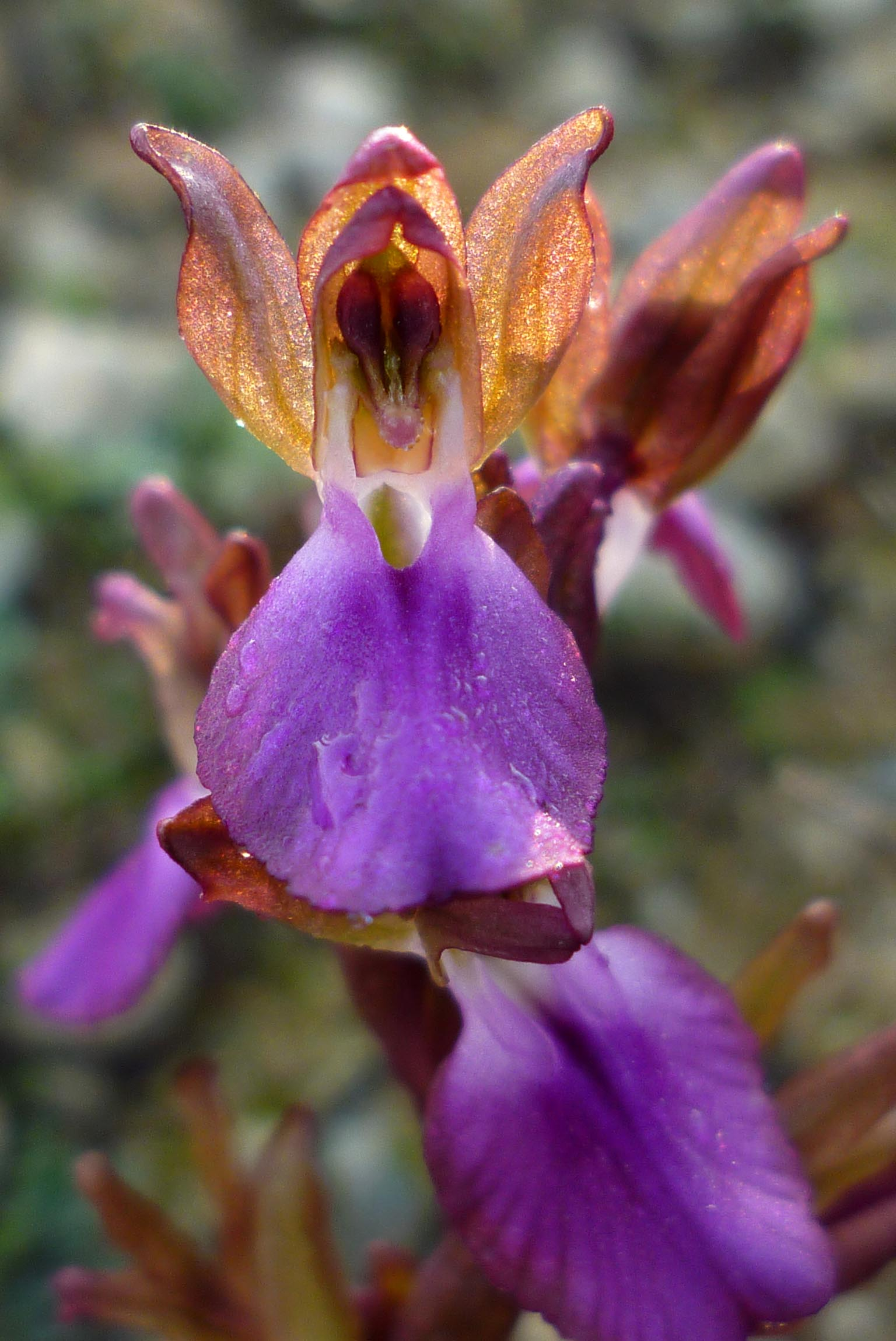
Detalle de la flor.

## Hábitat y distribución
Se encuentra en  España, Italia, Francia y Grecia, en las islas griegas, Turquía, Chipre, Siria, Israel y Líbano en claros de pinares y matorrales. 
En España se presenta en diversas zonas del sureste peninsular; En la Región de Murcia y provincias de Albacete,  Alicante y Almería, así como en el valle del Guadalquivir y las Islas Baleares.

## Descripción
Es una especie herbácea de pequeño a mediano tamaño, terrestre, que prefiere el clima frío. Tiene un tallo con 2 a 4 hojas basales, oblongo-liguladas u oblongo-avadas que florece en el invierno y la primavera en una inflorescencia cilíndrica u oblonga en racimos con 2 a 20 flores de 2,4 cm de longitud.
Esta orquídea se reconoce porque el labelo de la flor no está lobulado, es entero, además tiene las flores y los tallos fértiles de color púrpura o violeta. Las hojas son anchas y a menudo manchadas de negro.

## Taxonomía
Orchis collina fue descrita por Banks & Sol. ex A.Russell  y publicado en Aleppo, ed. 2 2: 264.
Etimología
Estas  orquídeas reciben su nombre del griego όρχις "orchis", que significa testículo, por la apariencia de los tubérculos subterráneos en algunas especies terrestres. La palabra 'orchis' la usó por primera vez  Teofrasto (371/372 - 287/286 a. C.), en su libro  "De historia plantarum" (La historia natural de las plantas). Fue discípulo de Aristóteles y está considerado como el padre de la Botánica y de la Ecología.
collina: epíteto latino que significa colina, el lugar donde se encuentra la especie.
Sinonimia
- Anacamptis collina (Banks & Sol. ex A.Russell) R.M.Bateman, Pridgeon & M.W.Chase 1997
- Barlia collina (Banks & Sol. ex Russell) Szlach. 2001;
- Orchis chlorotica Woronow 1909
- Orchis collina f. flavescens Soó in G.Keller & al. 1932
- Orchis collina f. purpurea Maire & Weiller 1959
- Orchis collina subsp. chlorotica (Woronow) Aver. 1994
- Orchis collina subsp. fedtschenkoi (Czerniak.) Aver. 1994
- Orchis fedtschenkoi Czerniak. 1922
- Orchis leucoglossa Schwarz 1934
- Orchis saccata Ten. 1811
- Orchis saccata f. flavescens (Soó) Raynaud 1985
- Orchis saccata lus. flavescens Soó 1932
- Orchis saccata var. fedtschenkoi (Czerniak.) Hautz. 1978
- Orchis sparsiflora Ten. ex Boiss. 1882
- Vermeulenia chlorotca (Woronow) Á.Löve & D.Löve 1972
- Vermeulenia fedtschenkoi (Czerniak.) Á.Löve & D.Löve 1972[3][4]